# Málnai Zsuzsa
Málnai Zsuzsa (Budapest, 1953. szeptember 24. –), születési neve: Málnai Zsuzsanna, névváltozata: Málnay Zsuzsa, magyar színésznő.

## Élete
1977-ben végzett el a Színház- és Filmművészeti Főiskolán. A főiskola után 1980-ig a Veszprémi Petőfi Színházhoz szerződött, majd 1985-ig a József Attila Színházban játszott. Ezután az 1991-ig Népszínház néven futó Budapesti Kamaraszínház tagja volt. Játszott még a Józsefvárosi Színházban, az Asbóth utcai Kisszínpadon, a Magyar Színkörben, a Reflektor Színpadon, a Nevesincs Színházban, a Teatro Társulatnál, a Budapesti Gyermekszínházban, a Ruttkai Éva Színháznál, a Budaörsi Játékszínben, az Esztergomi Várszínházban, a Pest Megyei Színkörben Szentendrén, valamint vendégként a Thália Színházban, a Vígszínházban és az RS9 Színháznál. Rövid ideig a Magyar Rádióban bemondóként is hallhattuk a hangját.

## Családja
Első férje Józsa Imre volt, akivel 1976-ban, még főiskolásként kötöttek házasságot. Született egy lányuk is, Borbála 1980-ban. 1984-ben azonban elváltak, és a lányuk az édesanyjával maradt, majd az ELTE-n pszichológiát, valamint kulturális antropológiát tanult, és akitől két unokájuk, Samu és Brúnó jött a világra. Második férje O. Szabó István színművész volt, akivel 10 évig éltek házasságban, és akitől két újabb lánya, Rebeka, valamint Eszter született. Rebeka 1990-ben, Eszter pedig 1994-ben jött a világra, és együtt nevelték második férje korábbi házasságból született fiát, Somát is, aki szintén a színészi pályát választotta.

## Színházi szerepei
A Színházi adattárban regisztrált bemutatóinak száma Málnai Zsuzsa néven: 39, Málnay Zsuzsa néven: 2, míg Málnai Zsuzsanna néven: 8.
| - Czakó Gábor: Édes hármas avagy: Éljük túl Micit! (Anna) - Szüle Mihály: Egy bolond százat csinál (Elly, amerikai lány) - Ľubomír Feldek: Az ennivaló nagynéni (Éva, Péter felesége & Ingrid) - Csokonai: Az özvegy Karnyóné és a két szeleburdiak (Boris, szobalány) - Móricz: Búzakalász (Marika) - Illyés Gyula: Testvérek (Julinka) - Anthony Burgess: Mechanikus narancs (Anya) - Shakespeare: Troilus és Cressida (Cassandra, Priamus lánya, jósnő) - Dosztojevszkij: A nagybácsi álma (Anna Nyikolajevna) - Calderón: Két szék közt a pad alatt (Sara, Donna Klára szobalánya) - Csiky Gergely: Buborékok (Gizella) - Tersánszky Józsi Jenő: Szidike lakodalma (Kis szolgáló) - Kolozsvári Papp László: Hazánk fiai (Emőke) - Gyárfás Endre: Dörmögőék vidámparkja (Bori) - Fodor Sándor: Csipike, avagy a rettenetes Réz úr (Csipike) - Jász István: Turcsi Vilcsi barátai (Kerek Teri) - Németh László: A két Bolyai (Orbán Róza) - Anouilh: Colombe (Colombe, Julien felesége) - Heltai Jenő: A tündérlaki lányok (Manci) - Czakó Gábor (író): Disznójáték (Kóbor Blöki) - Kassák Lajos: Angyalföld (Rózsika) - Békeffy István: A régi nyár (Manci, kiszolgálólány) - Gorkij: Az öreg (Tatjana, Masztakov mostohalánya) - Pancso Pancsev: A négy süveg (Bonka) - Bíró Lajos–Lengyel Menyhért: A cárnő (Jasikoff Annie) - Falussy Lilla–Mérai Katalin–Csáki Rita: Érzéki matematika | - Dóczi Lajos: A csók (Maritta, pórleány) - Molnár Ferenc: Az ibolya (Ilonka) - Shaw: Sosem lehet tudni (Dolly, Clandonné gyermeke) (Málnai Zsuzsanna néven) - Gerhart Hauptmann: A bunda (Adelheid Wolff) (Málnai Zsuzsanna néven) - Móricz: Odysseus bolyongásai (Nausikaa) (Málnai Zsuzsanna néven) - Tamási Áron: Hullámzó vőlegény (Bogyó, fiatal lány) (Málnai Zsuzsanna néven) - Leonyid Rahmanov: Viharos alkonyat (Második diáklány) (Málnai Zsuzsanna néven) - Simon István–Petőfi Sándor: A helység kalapácsa (Amazontermészetű Márta) (Málnai Zsuzsanna néven) - Bengt Ahlfors: Színházkomédia (Matilda, a színház művészeti vezetője) (Málnai Zsuzsanna néven) - Jókai Mór: A kőszívű ember fiai (Lánghy Aranka) (Málnai Zsuzsanna néven) - Haldun Taner: Keshani Ali balladája (Zilha) (főiskolásként) - Kapás Dezső–Krúdy Gyula: Rezeda Kázmér szép élete (főiskolásként) - Neil Simon: Furcsa pár (női változat) (Renee) - Lorca: A csodálatos vargáné (Kisfiú) (főiskolásként) - Kazimir Károly: Petruska (Hercegkisasszony) (főiskolásként) - Christopher Durang: Fürdővízzel a gyereket (Miss Pringle) - Kazimir Károly–Ortutay Gyula: Kalevala (Külli) - Tamási Áron: Énekes madár (Gondos Magdolna /Magdó/, fiatal leány) - Csurka István: LSD (Joli) - Csurka István: Majális (Joli) - Keleti István–Jacob Grimm–Wilhelm Grimm: Az ördög három arany hajszála (Özvegy & János édesanyja & Molnárné) (Málnay Zsuzsa néven) - Shaw: Szent Johanna (Első apród) (főiskolásként) (Málnay Zsuzsa néven) - Csáki Rita: Szorgalmas és rest lány (Anya, Tündér néne) |

## Filmszerepek

### Játékfilmek
- Hurok (Kutyás nő) (2016)
- Zimmer Feri (1998) (Peti anyja) (Málnay Zsuzsa néven)
- Esti Kornél csodálatos utazása (Kornél mamája) (1995) (Málnay Zsuzsa néven)
- A kenguru (1976)

### Tévéfilmek
- A mi kis falunk (2023)
- Mintaapák (2019)
- Hacktion: Újratöltve (Kincses Anna) (2013)
- Társas játék (Horváthné) (2011)
- Barátok közt (Kosaras Malvin) (2005) (Málnay Zsuzsa néven)
- Kisváros: Főnícia Takarék (1996) (Málnay Zsuzsa néven)
- Szomszédok (Mara, fodrász) (1987–1990) (Málnay Zsuzsa néven)
- Nyolc évszak (Jutka) (1987) (Málnay Zsuzsa néven)
- Dörmögőék kalandjai: Az ajándékozók (bábfilm) (Borz mama: hang) (1987)
- Osztrigás Mici (Clémentine) (1983) (Málnay Zsuzsa néven)
- A nagyenyedi két fűzfa (Klárika) (1979)
- A dicsekvő varga (Csipcsup királykisasszony) (1979)
- Zsebtévé (Versmondó lány) (1979) (Málnay Zsuzsa néven)

## Szinkronszerepek

### Filmes szinkronszerepei[9]
| Cím                              | A film elkészülte | Magyar változat (szinkron) | Szerep                 | A szinkronizált színész |
| -------------------------------- | ----------------- | -------------------------- | ---------------------- | ----------------------- |
| Nagyfater elszabadul             | 2016              | 2016                       | Brooke Kelly           | Catherine Dyer          |
| D'Artagnan lánya                 | 1994              |                            | Églantine de Rochefort | Charlotte Kady          |
| A názáreti Jézus                 | 1977              | 1990                       | Mária                  | Olivia Hussey           |
| Rómeó és Júlia                   | 1968              | 1981                       | Júlia                  | Olivia Hussey           |
| Ben-Hur                          | 1959              | 1982                       | Tirza                  | Cathy O'Donnell         |
| Sissi 3.: Sissi – Sorsdöntő évek | 1957              | 1991                       | Henriette Mendel       | Sonia Sorel             |
| Hátsó ablak                      | 1954              | 1986                       | Ifjú feleség           | Havis Davenport         |
| A dzsungel könyve                | 1942              |                            | Mahala, Buldeo lánya   | Patricia O'Rourke       |

### Filmsorozatbeli szinkronszerepei[10]
| Cím                                               | A film elkészülte | Magyar változat (szinkron) | Szerep                                             | A szinkronizált színész |
| ------------------------------------------------- | ----------------- | -------------------------- | -------------------------------------------------- | ----------------------- |
| Dallas                                            | 2012–2014         | 2012–2014                  | Carmen Ramos, házvezetőnő Southforkon, Elena anyja | Marlene Forte           |
| Castle                                            | 2009–2016         | 2010–2018                  | Susan Mailer                                       | Jillian Armenante       |
| Született feleségek                               | 2004–2012         | 2005–2012                  | Alma Hodge                                         | Valerie Mahaffey        |
| Titokzatos Násztya                                | 2003              | 2006–2007                  | Hohenzollern Alekszandra Fjodorovna orosz cárné    | Aljona Bondarcsuk       |
| A palota ékköve                                   | 2003–2004         | 2008                       | Pak Jongszin, a királyi titkárság udvarhölgye      | Pak Jongszu             |
| Mentők                                            | 1984              | 1987                       | Eliška Vorlová/Janderová                           | Zlata Adamovská         |
| 80 nap alatt a Föld körül Willy Foggal (rajzfilm) | 1983              | 1987                       | Romy                                               | –                       |
| Hupikék törpikék (rajzfilm)                       | 1981–1989         |                            | Törpilla                                           | –                       |
| Rabszolgasors                                     | 1976              | 1986                       | Aninha Mattoso                                     | Myrian Rios             |
| Derrick (Három nap izgalom című rész)             | 1985              |                            | Helga Schuster                                     | Ute Willing             |